# Robert Gerstenkorn
Robert Gerstenkorn (* 4. Februar 1877 in Wetzlar; † 12. August 1965 in Bonn) war ein deutscher Maler und Grafiker.

## Leben
Robert Gerstenkorn wuchs in Koblenz auf und besuchte dort ab 1883 die Volksschule und danach die Gewerbeschule. 1892 bis 1895 studierte er an der Kölner Kunstgewerbeschule und 1899 bis 1901 in München. Es folgten Studienreisen in die Schweiz und die Niederlande sowie nach Italien und Frankreich. Ab 1906 studierte Gerstenkorn bei Karl Heider, Adolf Hölzel, Carlos Grethe und Robert Poetzelberger an der Königlichen Akademie der bildenden Künste in Stuttgart. Seit 1909 lebte er als Künstler in Koblenz und heiratete 1915 Franziska Auster. Im Ersten Weltkrieg war er als Sanitäter tätig. Gerstenkorn gehörte 1921 zu den Gründungsmitgliedern des  „Künstlerbundes Westmark“. 1944 wurden sein Wohnhaus und Atelier beim Luftangriff auf Koblenz zerstört und damit der Hauptteil seines Werkes. 1946 war er an der Gründung des „Mittelrheinischen Künstlerverbandes“ beteiligt. Aus gesundheitlichen Gründen musste Robert Gerstenkorn 1957 seine künstlerische Arbeit einstellen. Er verstarb im Alter von 88 Jahren am 12. August 1965 in Bonn, wo sein Sohn Hans Robert Gerstenkorn Bibliothekar war. Postum ehrte die Stadt Koblenz am 23. Januar 1967 den Künstler mit einer Gedenkmünze.

## Einzelausstellungen (Auswahl)
- 1958: Kurhaus Bad Neuenahr
- 1964: Kurfürstliches Schloss (Koblenz)
- 1968: Kunstgeschichtliches Institut der Johannes Gutenberg-Universität, Mainz

## Werke
- 1955 Wandmalerei Plenarsaal, Oberlandesgericht Köln
- Werke von Gerstenkorn befinden sich im Mittelrhein-Museum Koblenz, Landesmuseum Mainz, Heimatmuseum Koblenz-Güls
- 86 Grafiken besitzen die Kunstgeschichtlichen Sammlungen der Johannes Gutenberg-Universität, Mainz. Hierzu haben Ellen Hofmann und Lucy Liebe einen Bestandskatalog erstellt.[1] Digitalisate der Grafiken werden seit 2018 für den Hackathon CODING DA V1NC1 zur Verfügung gestellt.[2]